# Angelo Cecchelin
Angelo Cecchelin (Trieste, 23 ottobre 1894 – Torino, 18 giugno 1964) è stato un attore e comico italiano.

## Carriera
Negli anni venti diede vita a una compagnia, "La ganga de le macie" in seguito "La Triestinissima", con la quale si esibì fino al 1939. Recitava a Trieste nei teatri "Filodrammatico" e "Regina" e in giro per la Venezia Giulia e l'Istria. Nel 1945 una vera e propria tournée in Italia con la fortunata "Trieste mia". A causa della sua satira inriverente "colleziono' " in carriera ben 86 tra diffide, processi e sospensioni lavorative e durante Ventennio fini' addirittura davanti al Tribunale speciale. 
Attivo prevalentemente a teatro, prese parte anche ad alcuni film. 
Morì a Torino all'età di 70 anni.

## Vita privata
Angelo Cecchelin fu per anni compagno dell'attrice Jole Silvani, conosciuta nel 1929 e rimase legato sino al 1964, anno della sua morte. Nel 1938 dalla loro unione nacque un figlio, Guido.
Ebbe un secondo figlio, Livio Cecchelin, dall'attrice e cantante Lilia Carini.

## Filmografia
- La statua vivente, regia di Camillo Mastrocinque (1943)
- Me li mangio vivi! (Le boulanger de Valorgue), regia di Henri Verneuil (1953)
- La mano dello straniero, regia di Mario Soldati (1954)
- La corona di fuoco, regia di Luigi Latini De Marchi (1961)

## Libri
- 101 macchiette, satire, commenti, ricordi del comico popolare triestino Angelo Cecchelin Trani, 1929
- Cecchelin racconta, autobiografia pubblicata su Il giornale di Torino dal 26 aprile al 10 maggio 1946
- L'amor no xe brodo de fasoi: commedia in un atto e L'avocato Strazacavei: commedia filosofico-grottesca in un atto e... diverse botte, a cura di P. Quazzolo, Metauro, 2005